# Lijst van rivieren in het Verenigd Koninkrijk

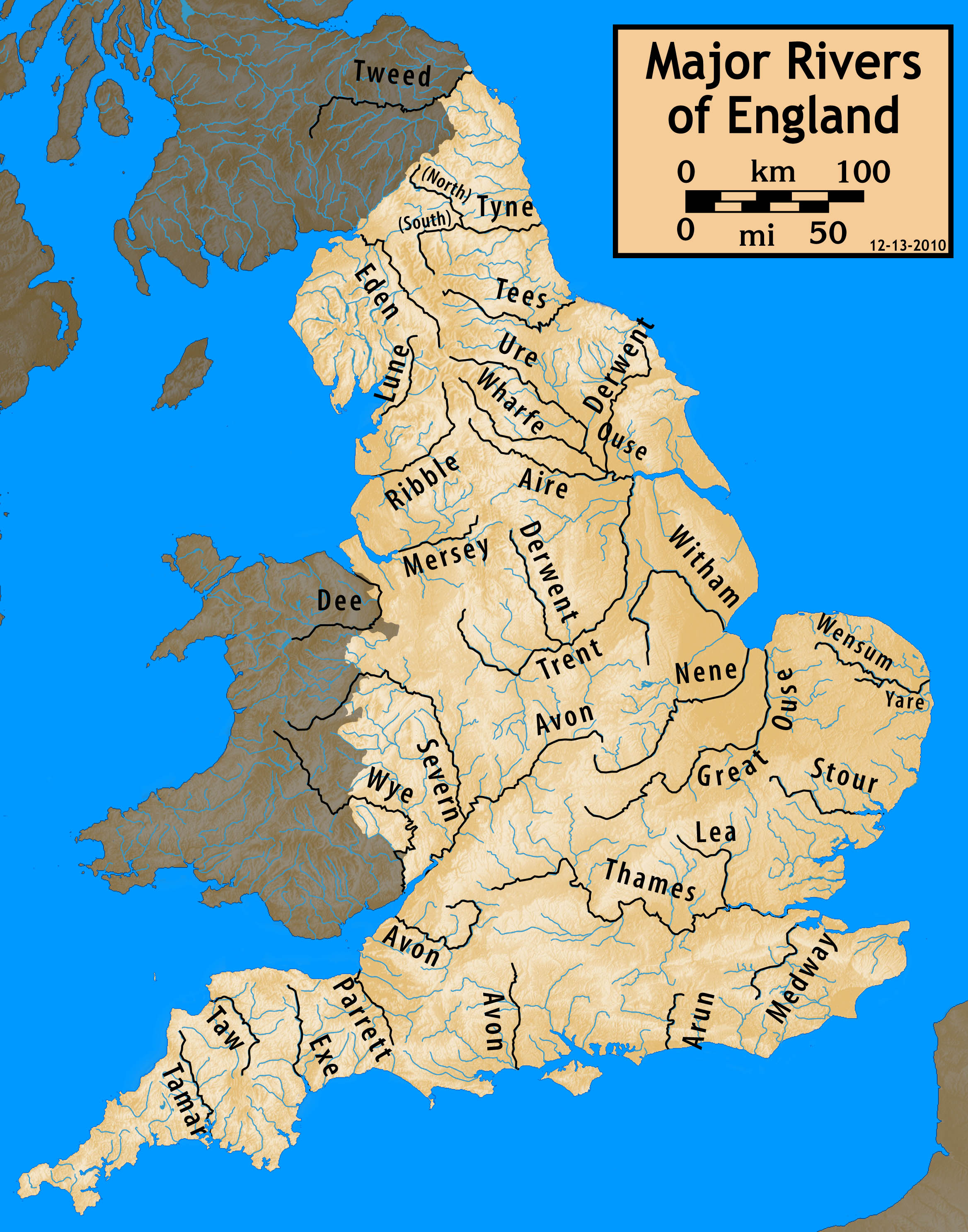
Grootste rivieren in het Verenigd Koninkrijk

Een overzicht van de belangrijkste rivieren in het Verenigd Koninkrijk.
| 'Naam      | Mondt uit in       | Totale lengte (in km) | Totaal stroomgebied (in km²) |
| ---------- | ------------------ | --------------------- | ---------------------------- |
| Severn     | Kanaal van Bristol | 354                   | 11420                        |
| Theems     | Noordzee           | 346                   | 12935                        |
| Trent      | Noordzee           | 297                   |                              |
| Great Ouse | Noordzee           | 230                   |                              |
| Wye        | Kanaal van Bristol | 215                   |                              |
| Ure/Ouse   | Trent              | 208                   |                              |
| Tay        | Noordzee           | 188                   | 6216                         |
| Spey       | Noordzee           | 172                   | 3008                         |
| Nene       | Noordzee           | 161                   |                              |
| Clyde      | Firth of Clyde     | 158                   | 4000                         |
| Tweed      | Noordzee           | 155                   |                              |
| Eden       | Ierse Zee          | 145                   |                              |
| Dee        | Noordzee           | 140                   | 2100                         |
| Avon       | Severn             | 137                   |                              |
| Tees       | Noordzee           | 137                   | 1834                         |
| Don        | Noordzee           | 129                   |                              |
| Lower Avon | Severn             | 120                   | 2308                         |
| Ribble     | Ierse Zee          | 120                   |                              |
| Dee        | Ierse Zee          | 112                   | 1800                         |
| Mersey     | Ierse Zee          | 112                   | 4680                         |
| Tyne       | Noordzee           | 100                   | 2145                         |